# Dúbrava (Levoča)
|  | Per a altres significats, vegeu «Dúbrava». |

Dúbrava és un poble i municipi d'Eslovàquia. Es troba a la regió de Prešov, al nord del país.

## Història
La primera referència escrita de la vila data del 1293.

## Demografia
| Godina             | 1994 | 2004   | 2014    | 2024   |
| ------------------ | ---- | ------ | ------- | ------ |
| Nombre de persones | 337  | 368    | 330     | 332    |
| Diferència         |      | +9,19% | −10,32% | +0,60% |

| Godina             | 2023 | 2024   |
| ------------------ | ---- | ------ |
| Nombre de persones | 330  | 332    |
| Diferència         |      | +0,60% |